# آرامگاه امامزاده سید منصوربن موسی
بقعه امامزاده سید منصوربن موسی مربوط به دوره صفوی است و در شهرستان زرندیه، شهر مامونیه واقع شده و این اثر در تاریخ ۱۰ آذر ۱۳۵۴ با شمارهٔ ثبت ۱۲۲۶ به‌عنوان یکی از آثار ملی ایران به ثبت رسیده است.